# Saxifragearum Enumeratio. . . accedunt revisiones plantarum succulentarum
Saxifragearum Enumeratio.. . accedunt revisiones plantarum succulentarum (abreviado Saxifrag. Enum.) es un libro con ilustraciones y descripciones botánicas que fue escrito por el botánico, carcinólogo,  y entomólogo inglés Adrian Hardy Haworth. Fue publicado en Londres en 2 partes en el año 1821, la segunda parte en forma de suplemento con el nombre de Revisiones Plantarum Succulentarum.